# Spiranthera parviflora
Spiranthera parviflora là một loài thực vật có hoa trong họ Cửu lý hương. Loài này được Sandwith miêu tả khoa học đầu tiên năm 1940.